# James F. Walker
James F. Walker (8 de octubre de 1913 - 5 de febrero de 1994) fue un artista gráfico estadounidense, nombrado dos veces en la Lista de los 100 mejores nuevos talentos por Art in America. Walker destacó particularmente por sus imágenes surrealistas de técnica mixta, a las que llamó " realismo mágico ". Walker también fue un maestro influyente. Su obra ha sido expuesta en América, así como en Alemania y Francia.

## Biografía
Walker nació en Kirksville, Misuri, hijo de James Franklin Walker Sr. y Mable Azalea Hunt. El padre de Walker era un paisajista y una influencia temprana, y su hermano también era artista. La pasión de Walker por el arte evolucionó a lo largo de su vida hasta convertirse en una carrera como artista y profesor. Estudió en la Universidad de Iowa, en la ciudad de Iowa, y se licenció en Bellas Artes. Después se trasladó a Nueva York, donde estudió en la American Artists School y en el estudio de Nahum Tschacbasov. Su obra se vio influida por las imágenes surrealistas de Tschacbasov.
Walker se alistó en el ejército en 1941 y sirvió en las Islas Aleutianas hasta 1945. Durante la guerra, se casó con Leona Buchanan. Tuvieron una hija, Joy Walker Hall. Tras la Segunda Guerra Mundial, regresó a la Universidad de Iowa para obtener un máster en historia del arte y un máster en grabado. En esa época, estudió con Mauricio Lasansky, considerado "uno de los padres del grabado estadounidense del siglo XX". Lasansky había traído sus conocimientos y técnicas de grabado del Atelier 17 de Nueva York de Stanley William Hayter a la Escuela de Arte e Historia de la Universidad de Iowa (1945-1986). "Si existe una capital del grabado en Estados Unidos, bien podría ser el Departamento de Artes Gráficas de la Universidad Estatal de Iowa en Iowa City".
Tras un intervalo enseñando arte en Kansas, Walker aceptó un puesto de profesor en la Escuela del Instituto de Arte de Chicago (1954-1959). Durante su estancia en la Escuela del Instituto de Arte de Chicago, Art in America le incluyó dos veces en la lista de los 100 mejores nuevos talentos, en 1956 y 1959.
Muchos años después, la artista de Santa Fe Lorraine Dickinson recordaba su paso por las clases de dibujo y collage de Walker en la School of the Art Institute. Su trabajo era "todo de tipo representativo", dijo. "No me metí en la abstracción hasta que estudié con James F. Walker en Chicago. Estaba decidido a que todos dejáramos de pintar de forma tradicional. Fue como arrancarme los dientes, pero finalmente lo conseguí. Unas cuantas veces intenté volver a lo representativo, pero me aburre mucho".
En 1960, Walker aceptó un puesto de profesor en el instituto de Arlington y más tarde en el de Elk Grove, ambos en el distrito 214 de los suburbios del noroeste. Cuando fue entrevistado por el periódico del instituto de Arlington, The Cardinal, Walker explicó su filosofía de la educación: "El departamento de arte no se dirige especialmente al alumno con talento, sino a enriquecer el bagaje cultural de todos los alumnos". Se retiró de la enseñanza en 1975 y se trasladó con su familia a Gravette, Arkansas, donde siguió trabajando como artista hasta su muerte en 1994.
Richard Calisch, jefe de división de inglés y bellas artes en el instituto Elk Grove, dijo: "[Walker] era esa combinación especial que tenía su propia carrera y era también un buen profesor. Los niños le adoraban".

## Obra

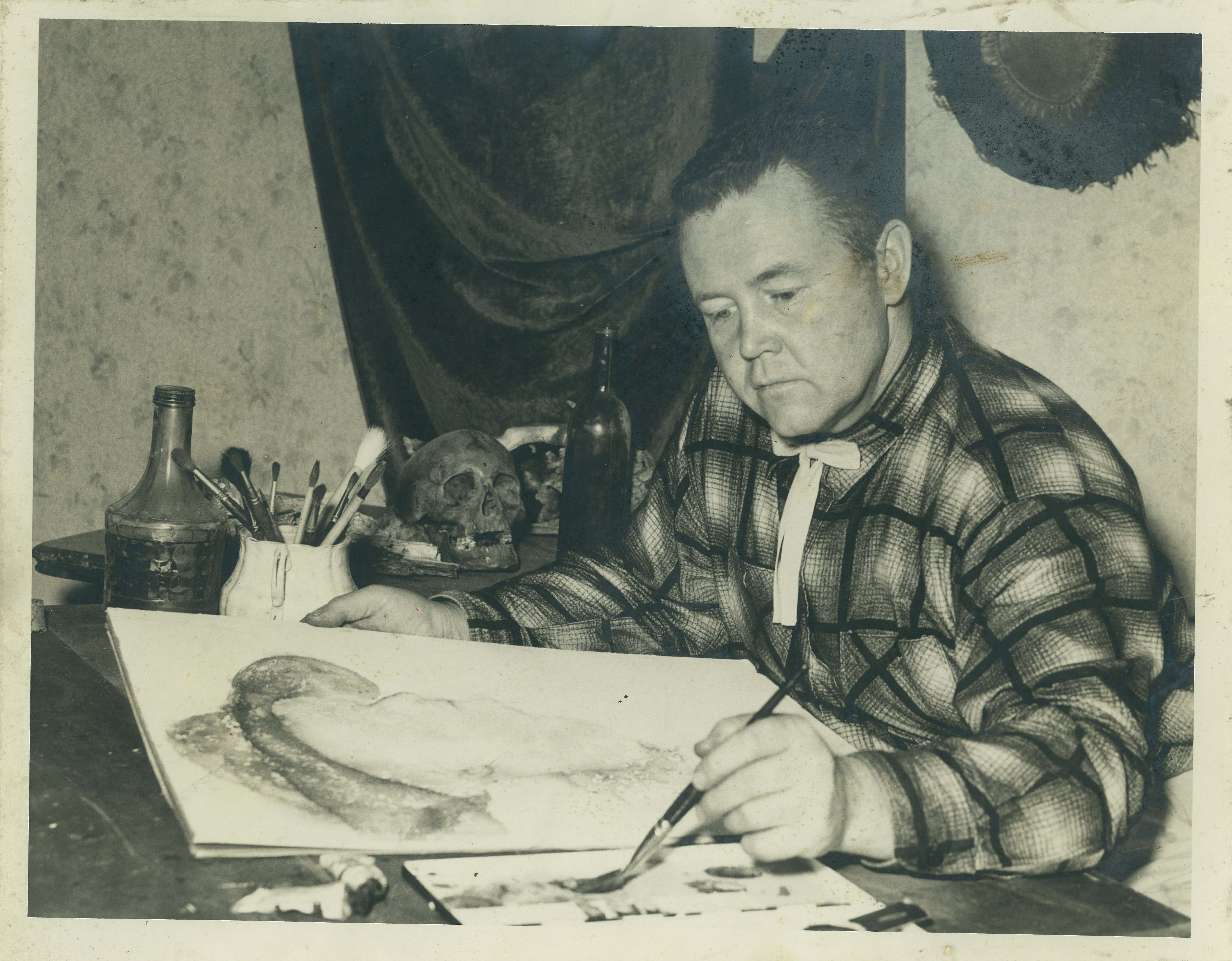
James F. Walker en el trabajo.

La obra de Walker se basa en el legado de su maestro, Mauricio Lasansky. Walker combina una serie de técnicas gráficas de Lasansky, como el collage, las monocopias, el aguatinta, el lápiz, el pincel, los calcos, los grabados y las serigrafías. Todas las combinaciones de estas técnicas aparecen en la obra de Walker.

En una declaración a la Sociedad de Artistas de Chicago, Walker describió su propio trabajo:
Mis pinturas proyectan mi intensa preocupación e interés por la naturaleza de las superficies de textura en el contexto de formas meticulosamente representadas, revelando la esencia del Realismo Mágico, una visión microscópica de cada área infinitesimal sobre el lienzo.
Como le dijo a un reportero de Algonquin Life, un periódico comunitario de Algonquin, Illinois,
Un buen artista pinta lo que ve, vive, piensa y siente, aunque su producto final no tenga la menor congruencia con lo que visualiza la persona común. En otras palabras, él no inventa imágenes, retrata impresiones, de nuevo, por lo que ve, cómo piensa, cómo siente. El error que sigue cometiendo un joven estudiante de arte es este ejemplo: el chico del campo viaja a la gran ciudad para asistir a la escuela de arte. Decide que ahora debe pintar con sofisticación, rechazando toda su asociación pasada con la vida en el campo, las colinas, los árboles, los animales de granja, etc. Esto es un error.

### Doble O.Q. de Walker

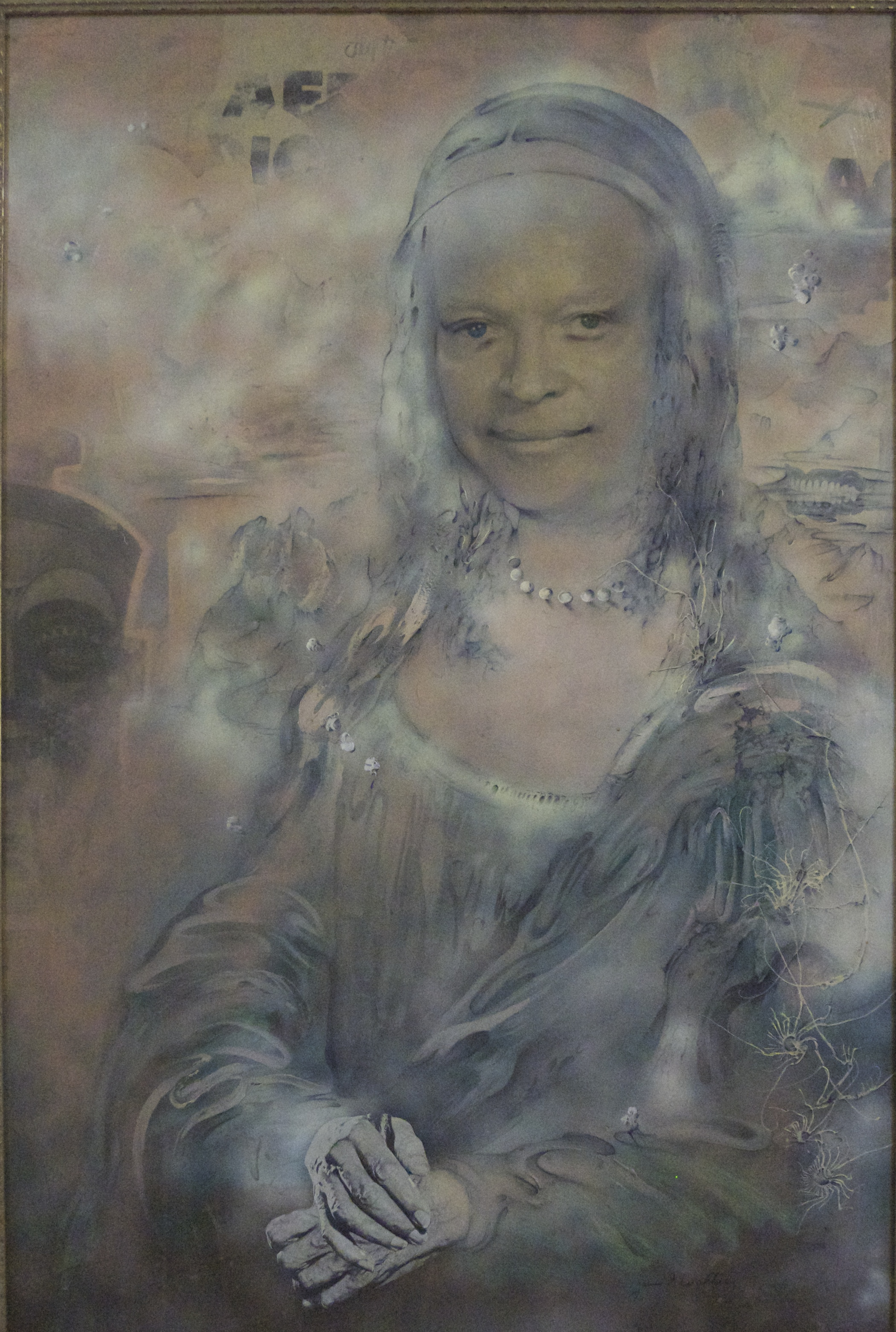
La pintura de Walker LH Double OQ generó controversia.

Walker es quizás más conocido por LH Double OQ, a menudo conocido como su Mona Lisa de Eisenhower , aunque Wide World Photos se refirió a él como "Ike the Enigma". LH Double OQ ganó el premio al collage, la caseína y el dibujo en la exposición del Art Institute of Chicago, Chicago and Vicinity, de 1964. Su cuadro es una referencia a la pintura de Marcel Duchamp de 1919 L.H.O.Q. En esta obra, Duchamp se limitó a pintar un bigote y una barba sobre una reproducción de postal de la Mona Lisa. Walker fue más allá.

La pintura de Walker, probablemente su obra más famosa y controvertida, causó revuelo en los medios. Era un retrato satírico del presidente Dwight D. Eisenhower vestido de mujer con una sonrisa de Mona Lisa.
El gran éxito -o el escándalo más popular, si lo prefiere- de la exposición de este año es un cuadro titulado crudamente L.H. Double O.Q. Tiene la cara sonriente del presidente Eisenhower en una pose de Mona Lisa, con tocado. Una dentadura postiza flota en el cielo. Las manos antiguas de alguien -no las de Ike- están en reposo.
El Chicago Daily Defender la calificó como "un retrato 'chiflado' de Dwight D. Eisenhower en una pose de Mona Lisa...". Según un pie de foto de UPI Telephotos, Walker "la tituló L.H. Double O.Q. por  'ninguna razón en especial'. Wide World Photos y UPI Telephotos difundieron las fotos de L.H. Double O.Q. al mundo entero. Las opiniones sobre la obra se dividen en dos categorías: "Me gusta Ike" o "No me gusta Ike".

## Los críticos
"El collage de James Walker, Creación de Eva, me pareció especialmente bueno con su curiosa integración de objetos antiguos y movimiento nuevo".

## Colecciones
Las obras de Walker forman parte de las colecciones del Instituto de Arte de Chicago, los Amigos del Arte de Kansas, la Universidad de Iowa y numerosas colecciones privadas. Tres obras de Walker forman parte de la colección del Instituto de Arte de Chicago: Pigmalión (1950), Pájaros en un paisaje (1952) y Paisaje (1961).

## Exposiciones
- The Chicago Society of Artists Print, Drawing, and Watercolor Show, 1971, Old Town Triangle Center
- The Union League Club of Chicago, 1963
- Cabal: Obras de Walker, Wirsum, Malloy, Wetzel, Ortiz, Nichols, Arsenault, Paschke, 1963 (Sedgwick Street Gallery, 401 West North Avenue, Chicago, Illinois)
- One Man Show, 1963 (Sedgwick Street Gallery, 401 West North Avenue, Chicago, Illinois)
- Cincuenta pinturas, Instituto de Arte de Chicago
- Exposición internacional de dibujos contemporáneos
- Important Modern American Drawings Exhibition, The Contemporaries, Inc., Nueva York
- 59ª Exposición Anual de Arte del Oeste, Museo de Arte de Denver, 1953
- Primera Bienal de Grabados, Dibujos y Acuarelas, Instituto de Arte de Chicago
- Le Dessin Contemporain Aux Etats-Unis, 1954 (Museo de Arte Moderno, París; Aix-en-Provence; Museo de Grenoble, Francia)
- Moderne Maler aus Chicago, Alemania
- Dibujos contemporáneos de 12 países, 1945-1952 (Instituto de Arte de Chicago [en colaboración con] el Museo de Arte de Toledo; Wadsworth Atheneum, Hartford; Museo de Arte de San Francisco; Museo del Condado de Los Ángeles; Centro de Bellas Artes de Colorado Springs; Museo de Arte J. B. Speed, Louisville
- 16.ª Exposición Anual de Año Nuevo, 1951 (Instituto Butler de Arte Americano, Youngstown, Ohio)[1]

## Premios
- Lista de los 100 mejores nuevos talentos, Art in America, 1956 y 1959
- Kansas Friends of Art (Premio de compra)
- Salón Anual de Arte de Missouri
- 12.º Salón Anual de Artistas de Missouri
- Premio de collage, caseína y dibujo, L.H. Double O.Q., 1964 (67.º Salón anual del Instituto de Arte de Chicago, Chicago y alrededores)
- Premio William H. Tuthill a la acuarela, paisaje, 1961 (64.º Salón Anual del Instituto de Arte de Chicago, Chicago y alrededores)
- Premio Pauline Palmer para la obra en cualquier medio, La creación de Eva, 1957 (60.º Salón Anual del Instituto de Arte de Chicago, Chicago y alrededores)
- Premio Pauline Palmer de dibujo, 1955 (58.º Salón Anual del Instituto de Arte de Chicago, Chicago y alrededores)
- Dibujos contemporáneos de 12 países, 1952, The Art Institute of Chicago (Premio de compra)[1]

## Galería

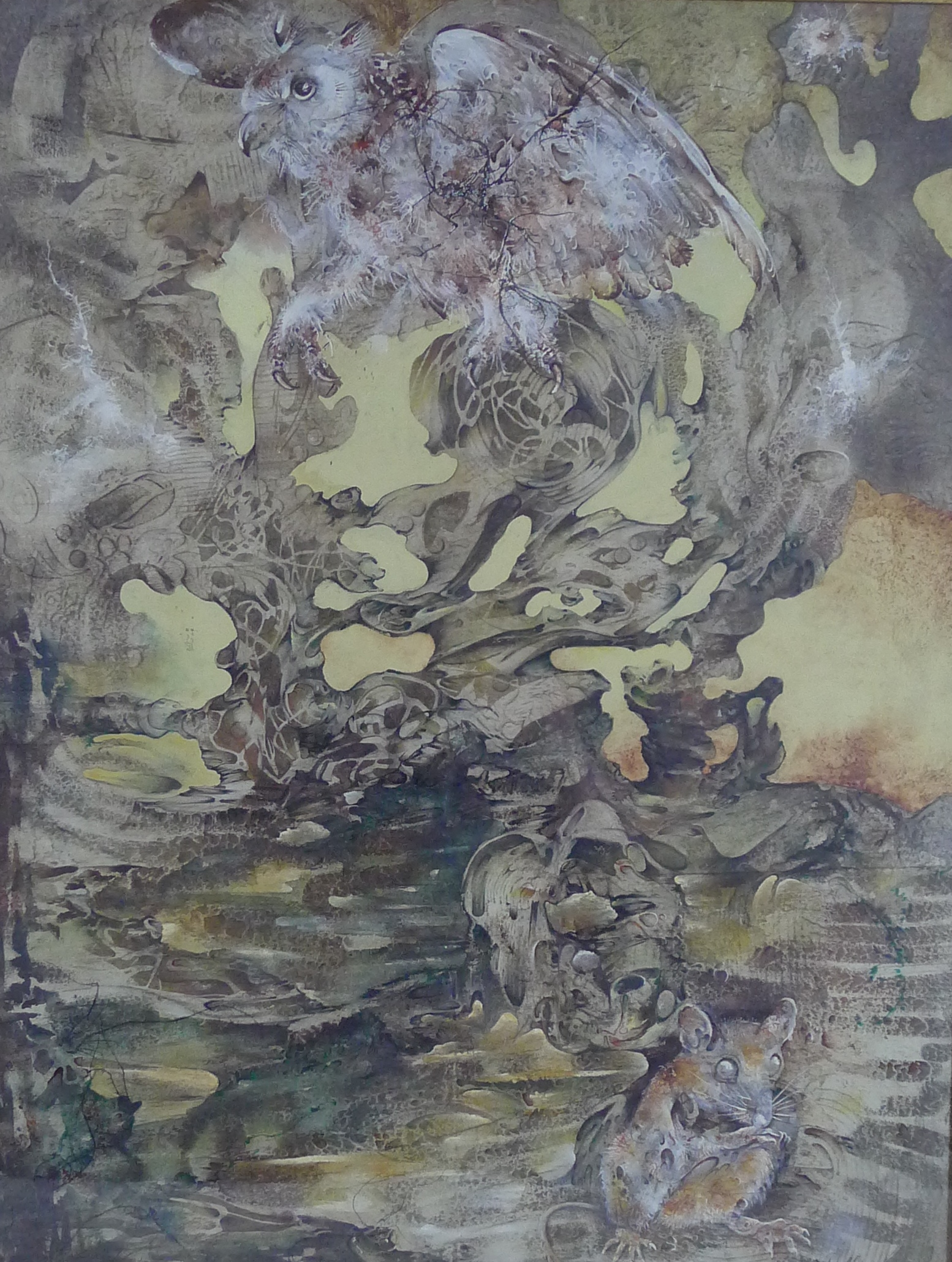
Collage sin título
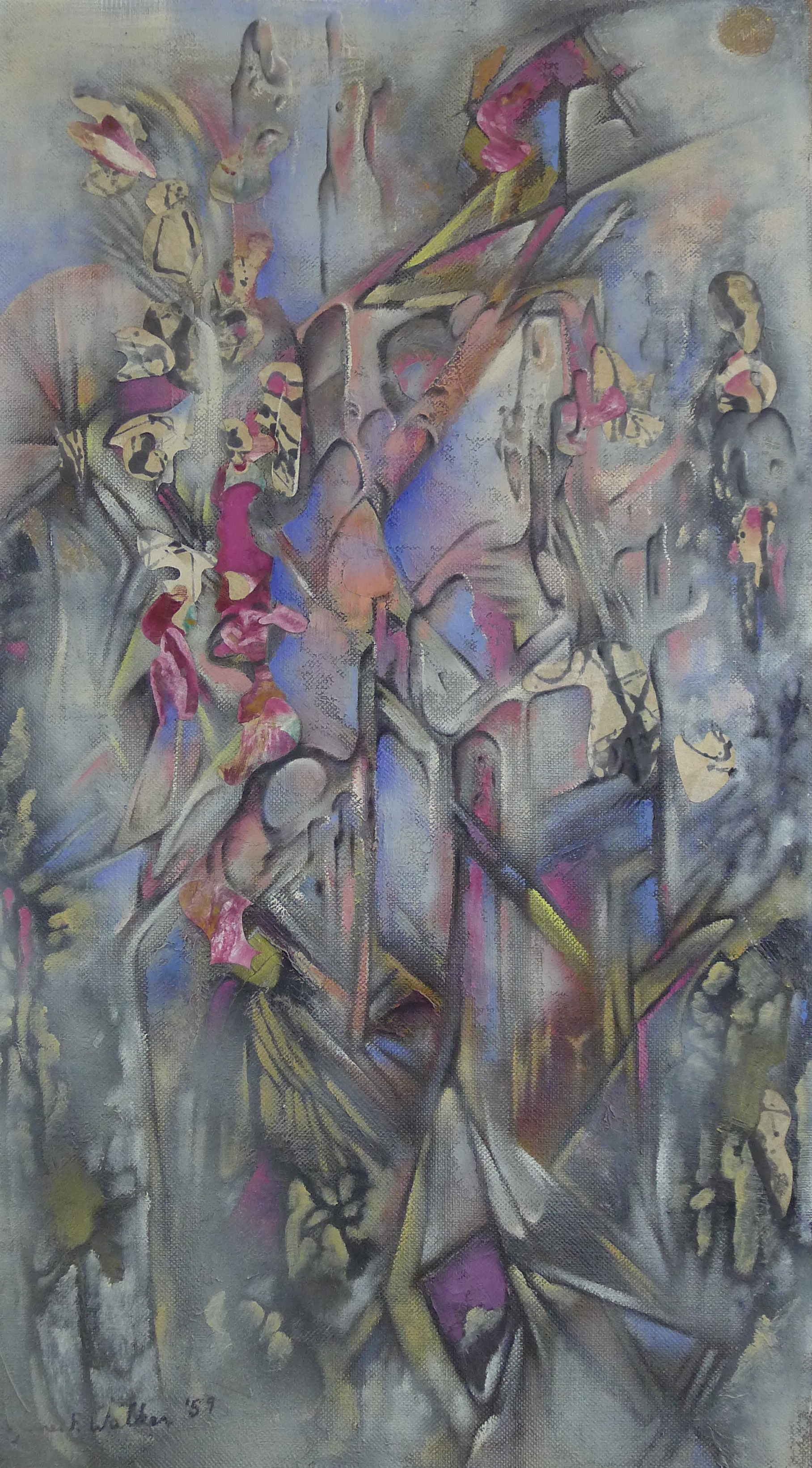
Pintura al óleo sin título
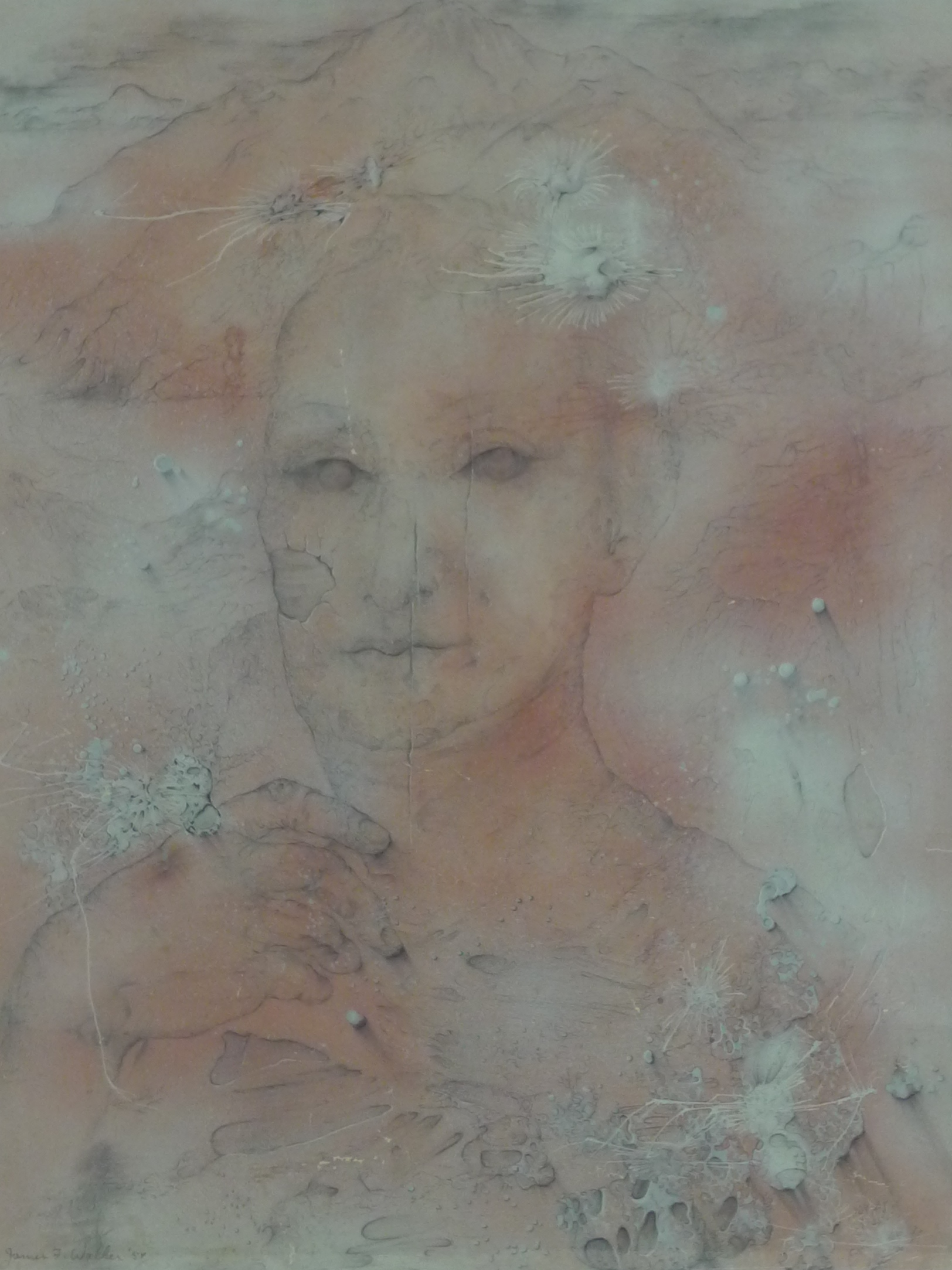
Mujer
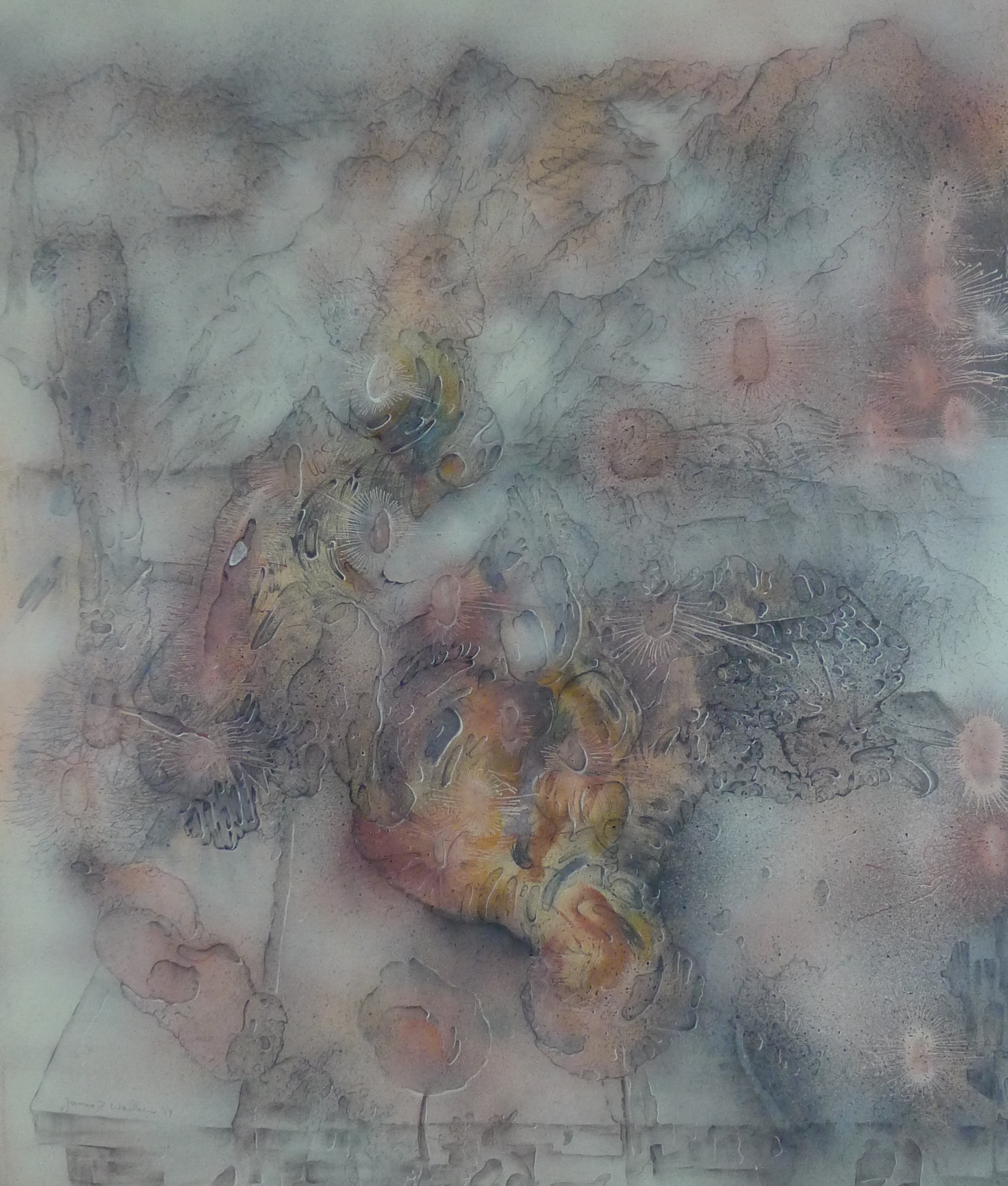
Pintura al óleo sin título
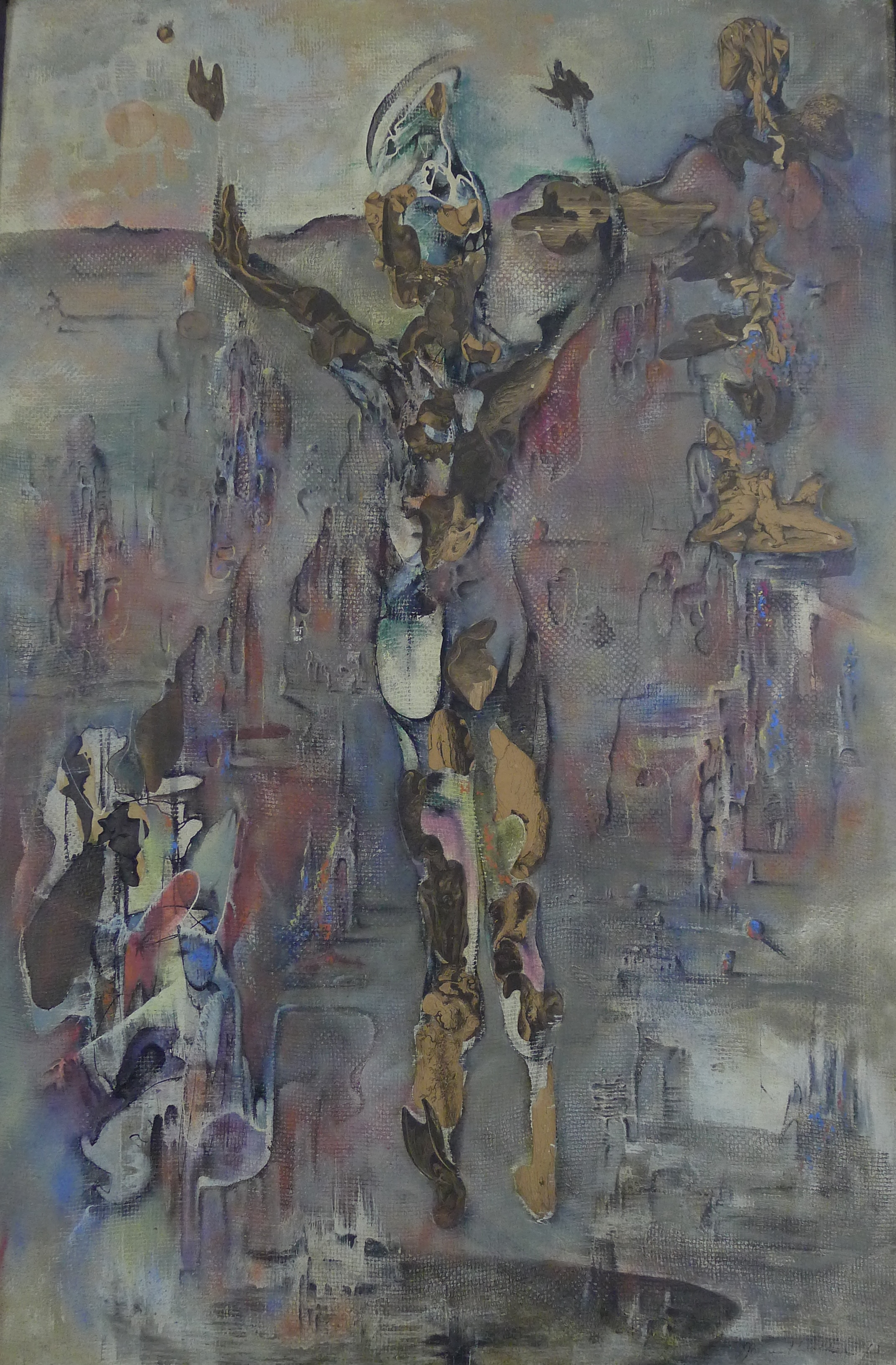
Collage sin título
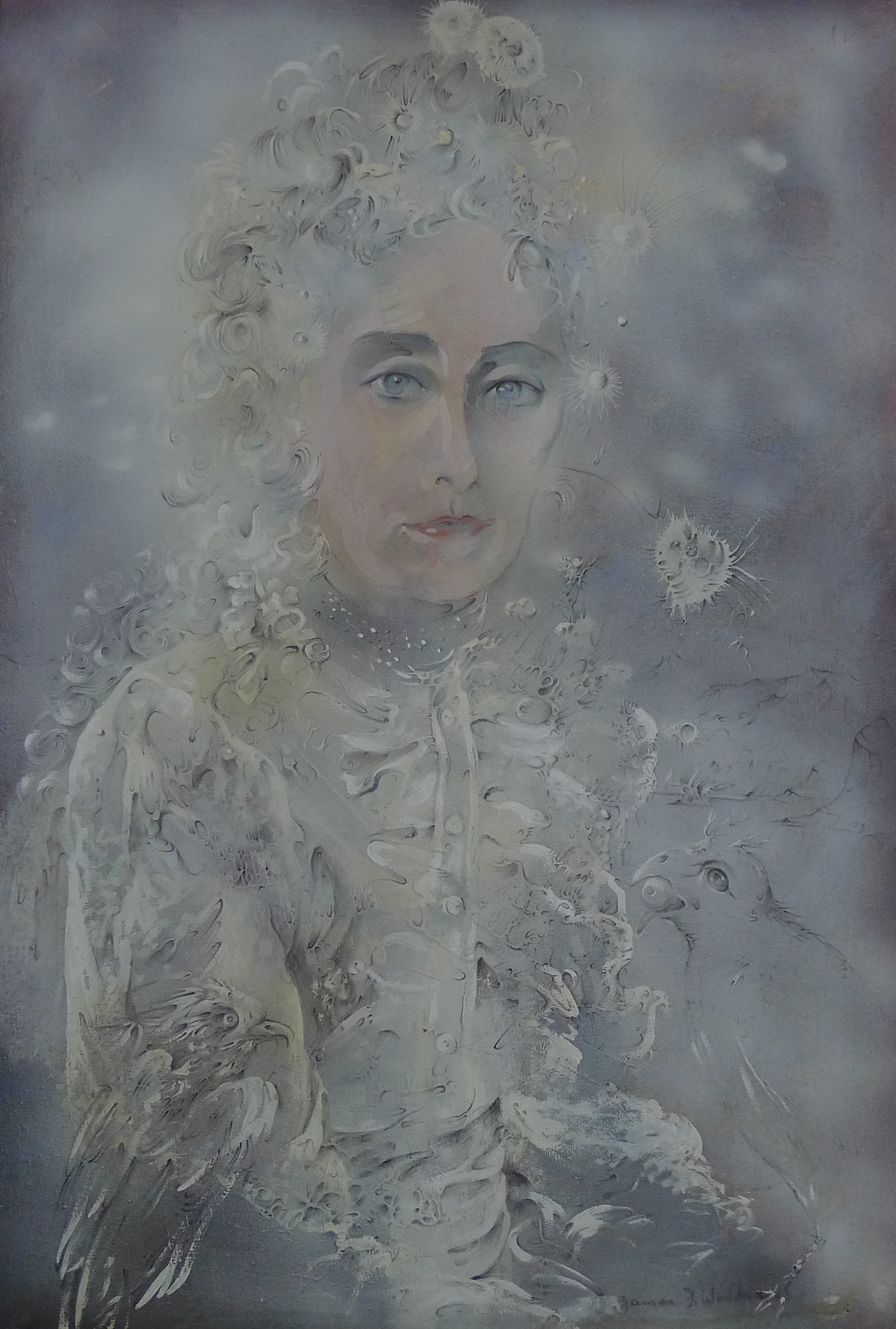
Tres pájaros viejos
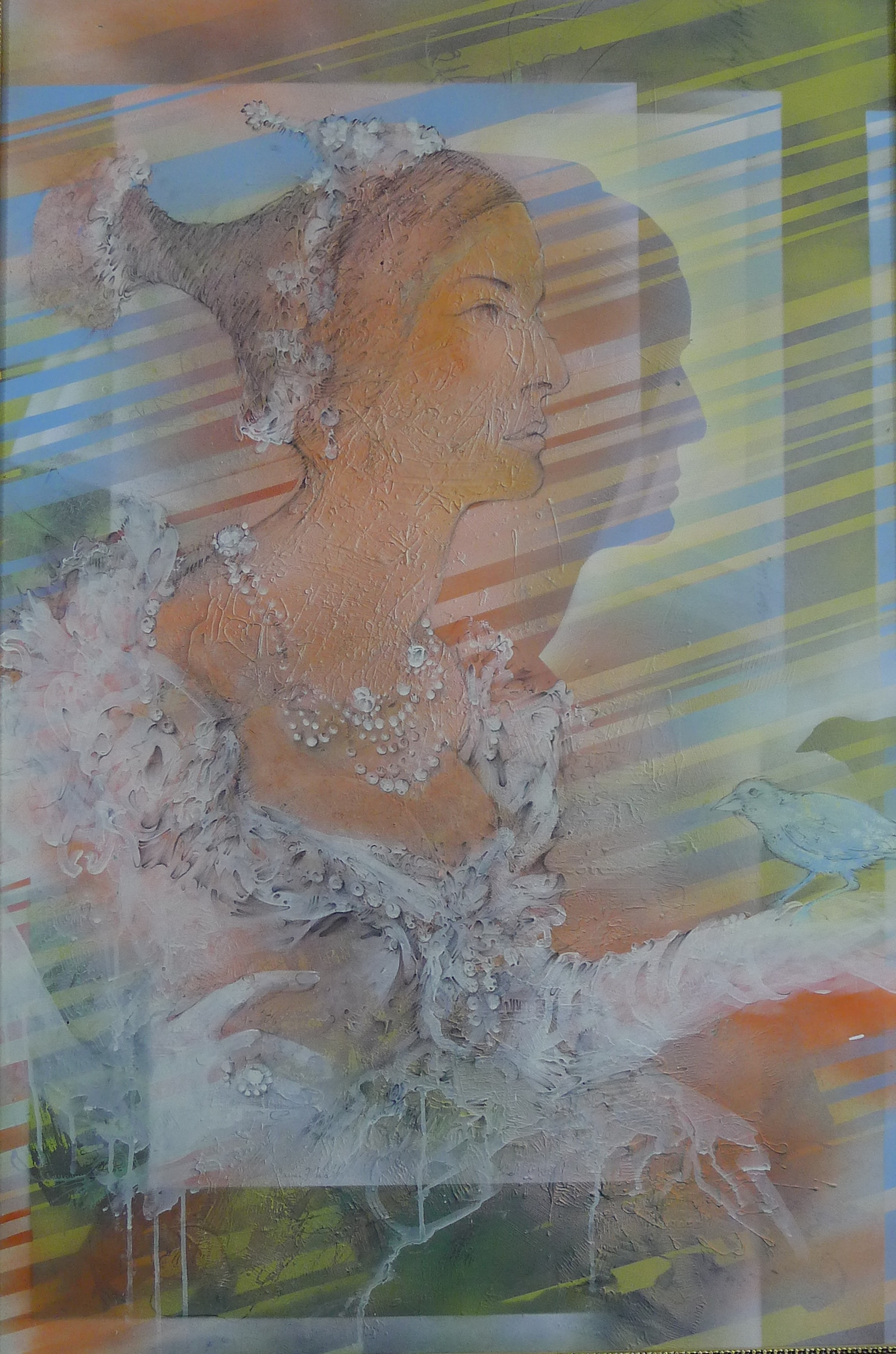
Silueta de una mujer
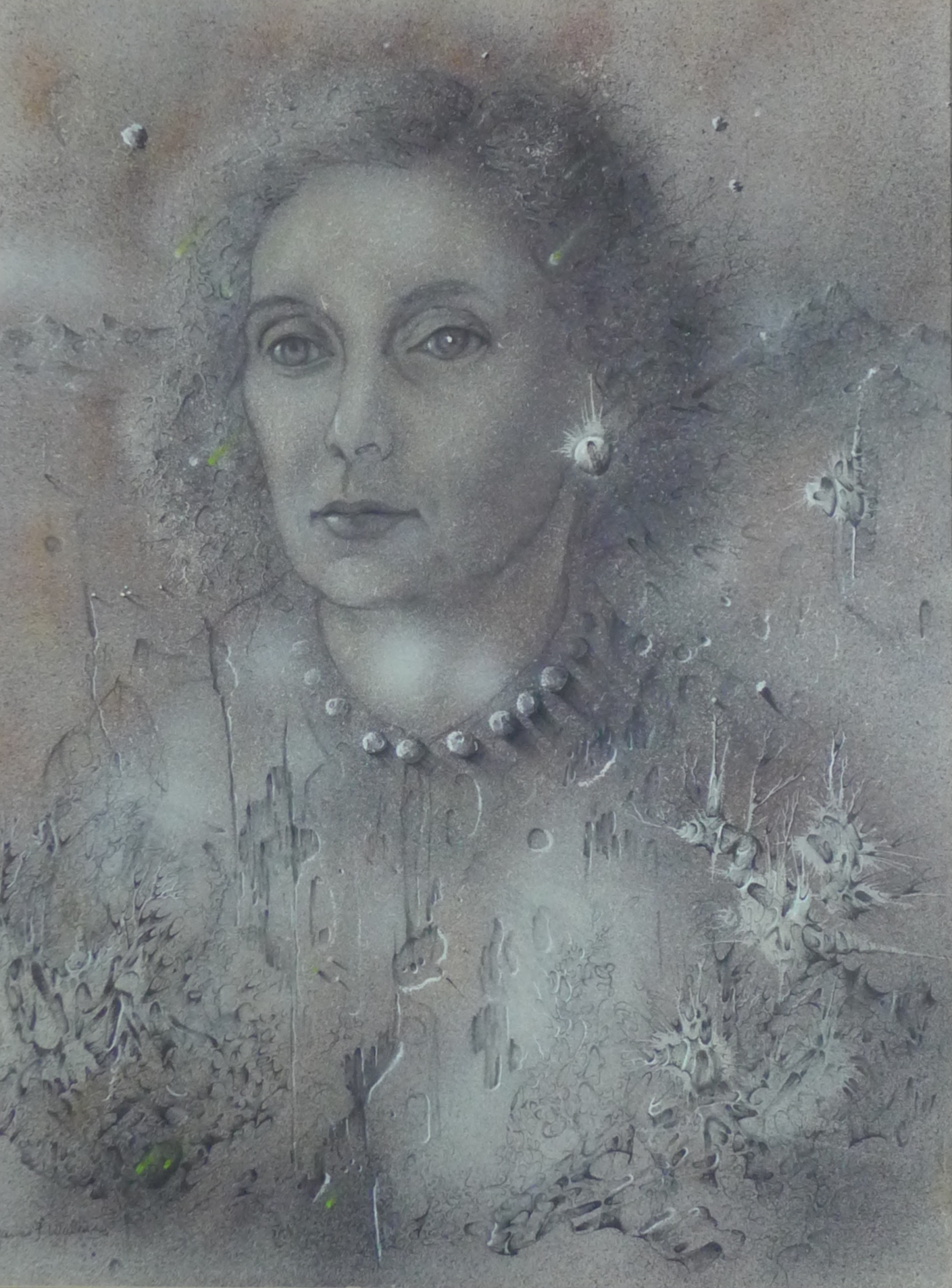
Retrato de una mujer
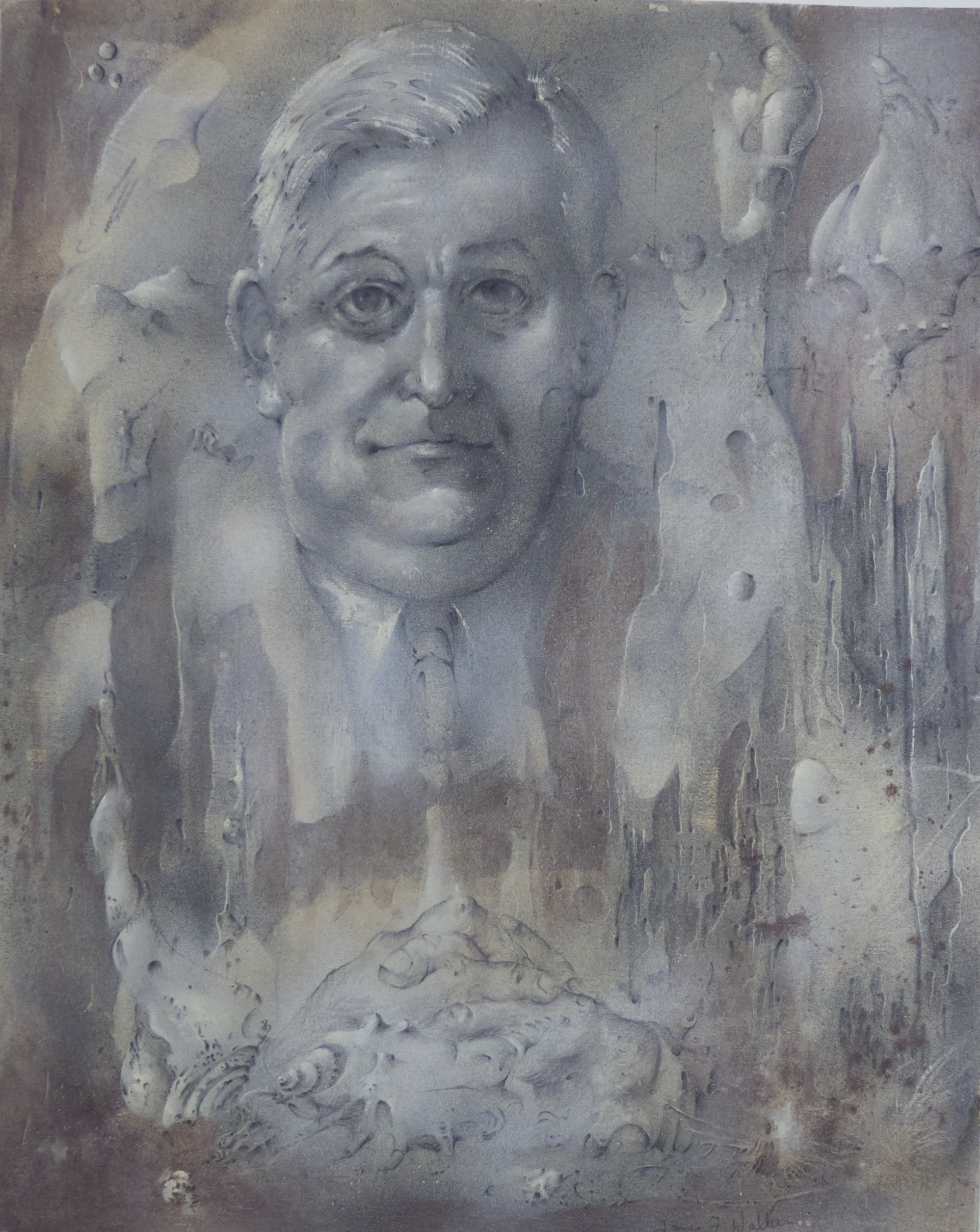
Retrato de un hombre
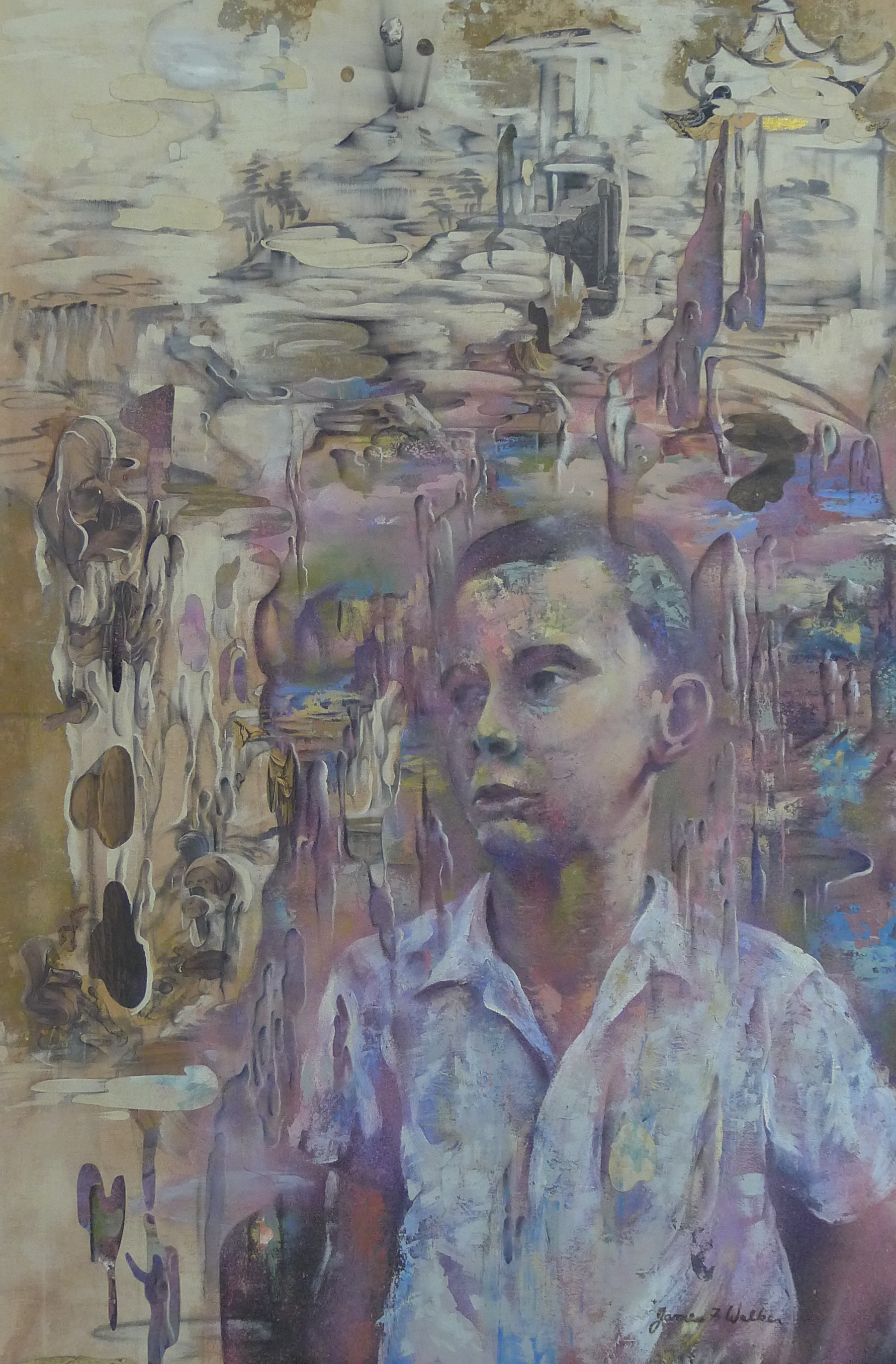
Retrato de un niño
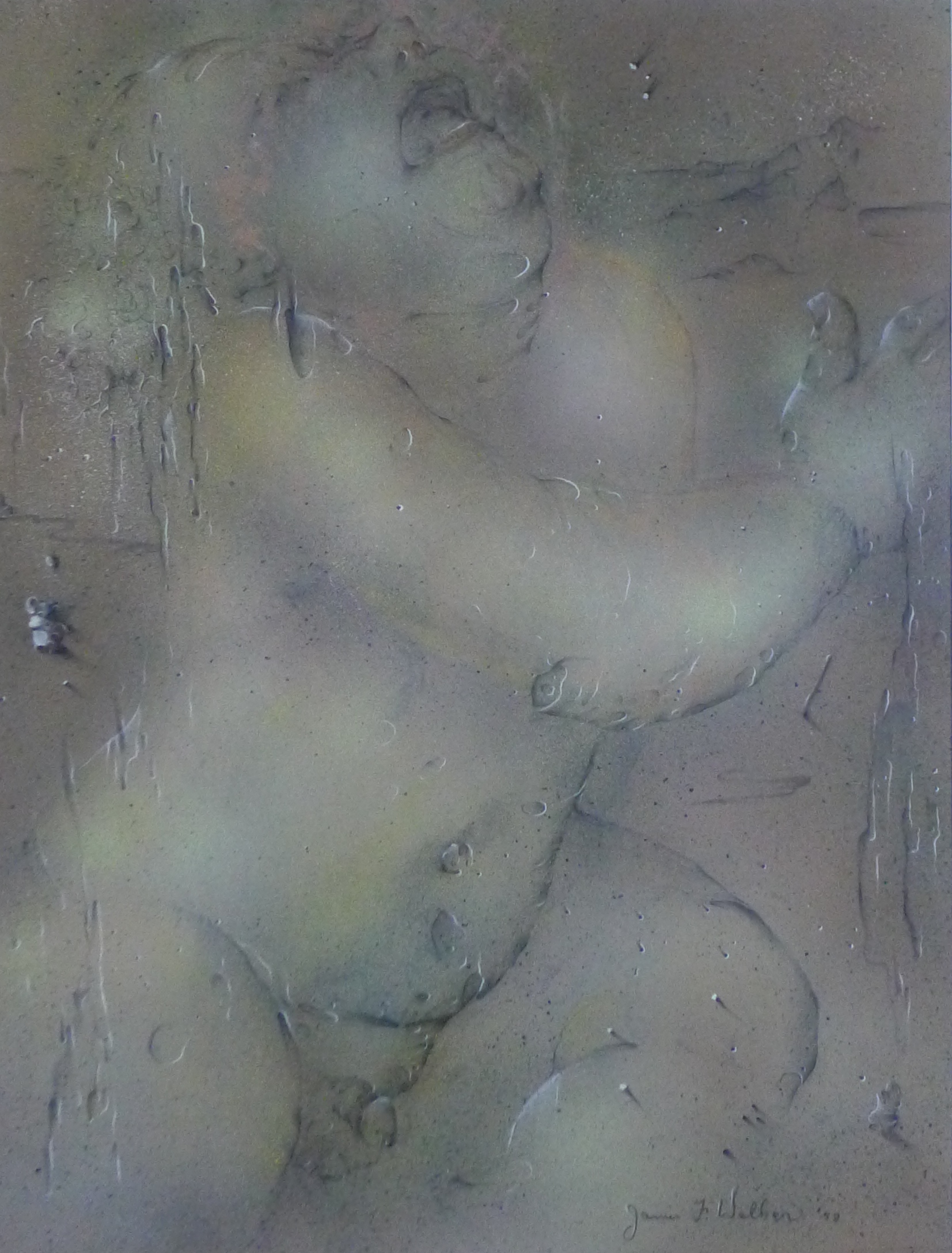
Técnica mixta
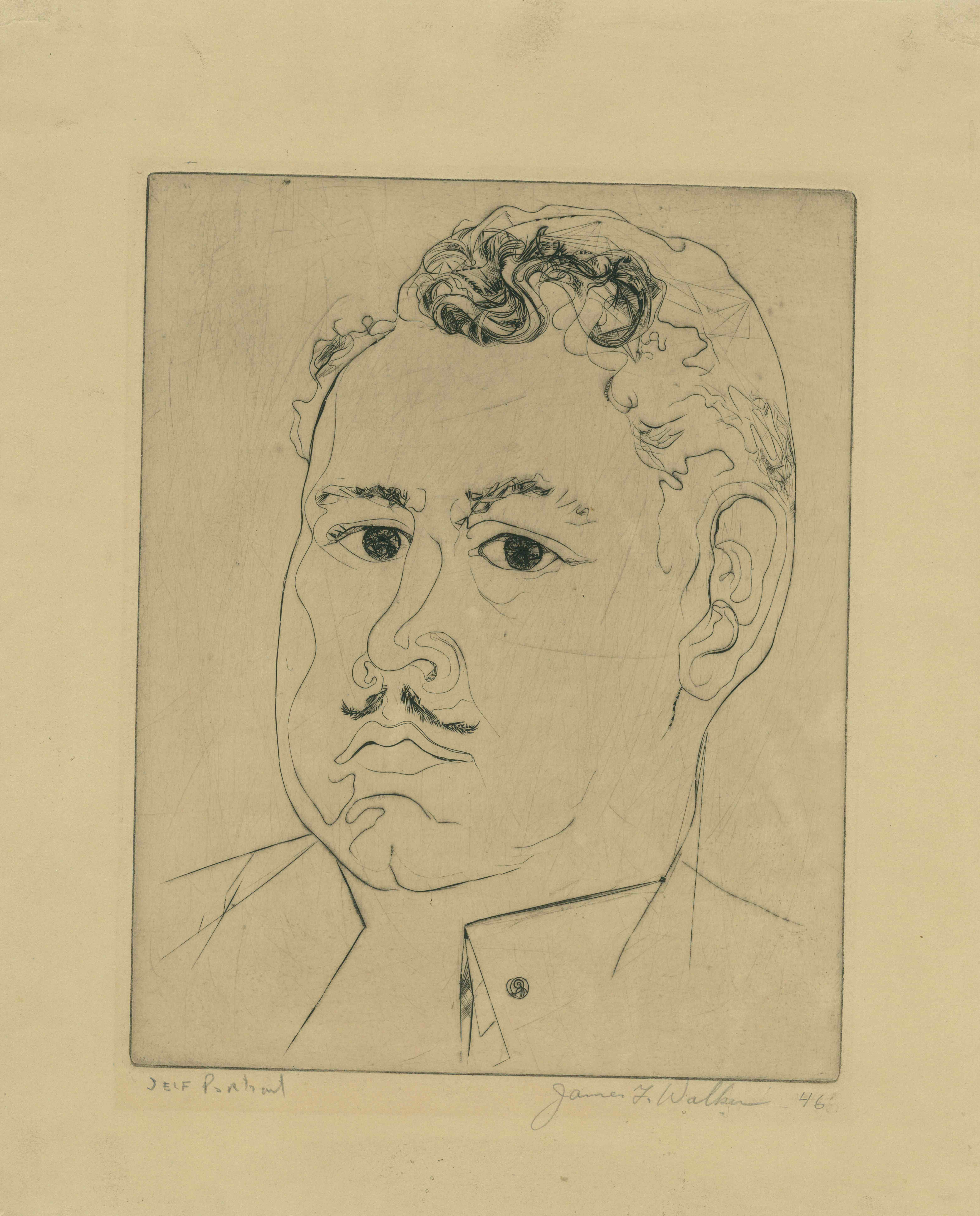
Autorretrato
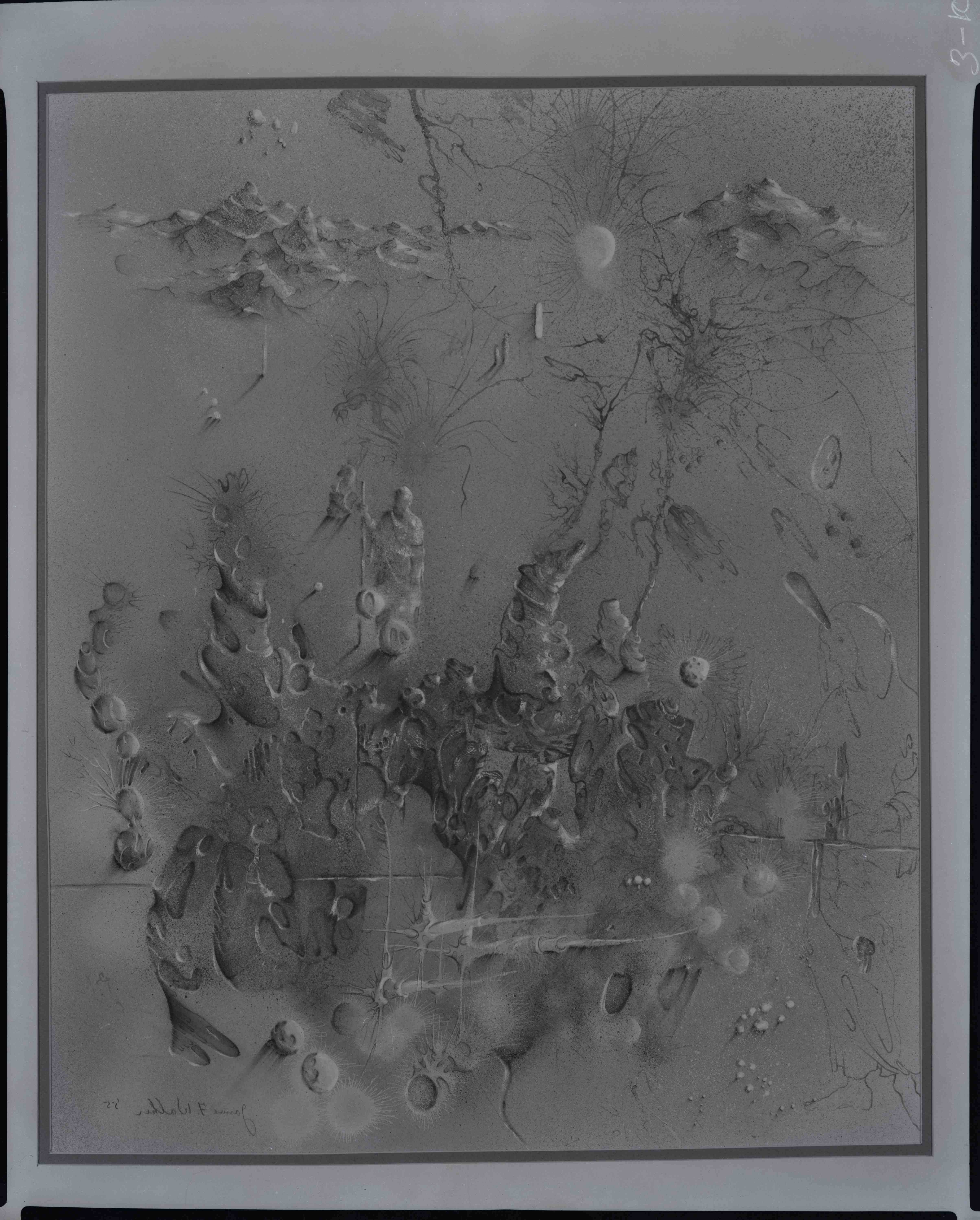
Enigma recurrente de Agar
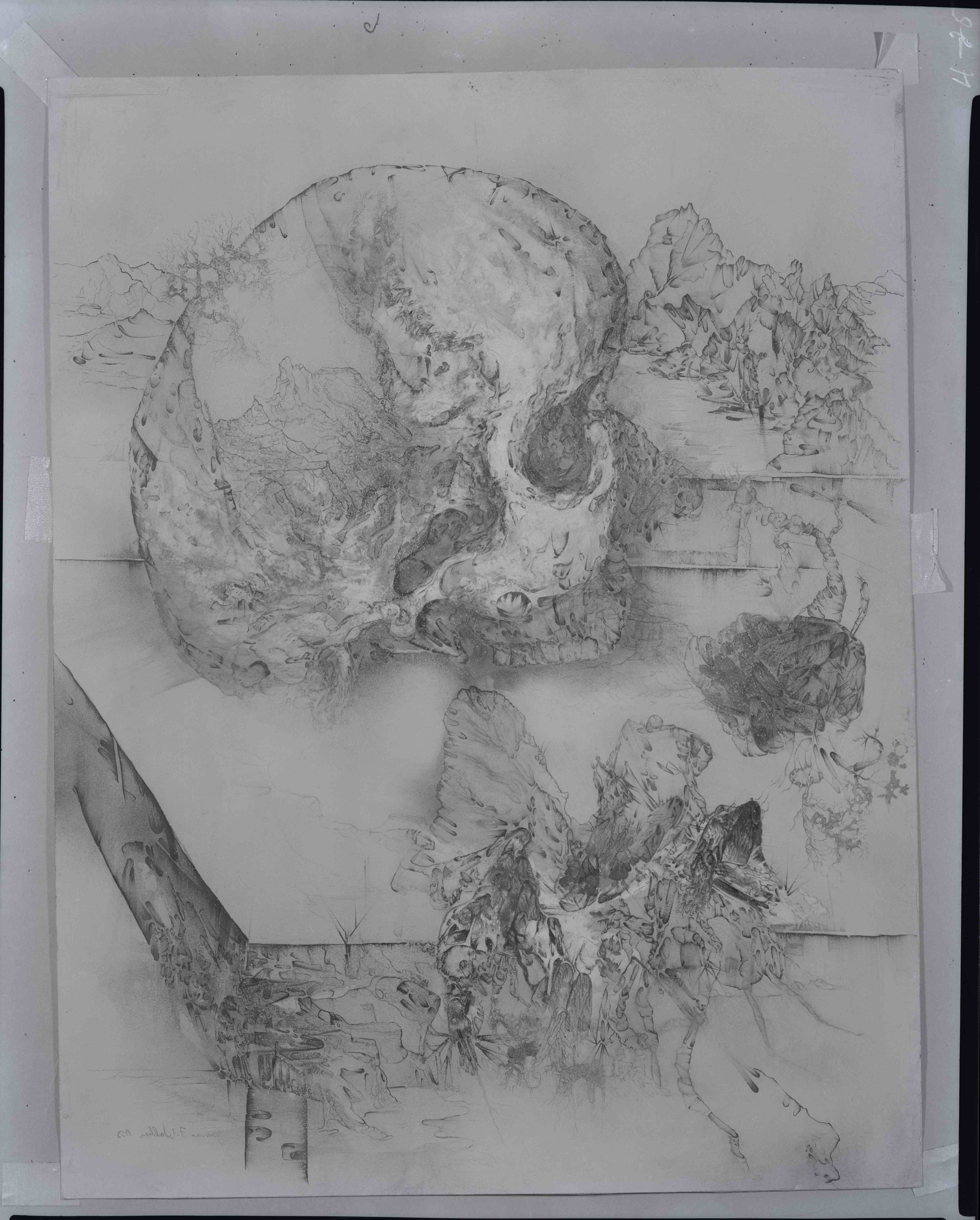
Memento Aquatique De La Jocande
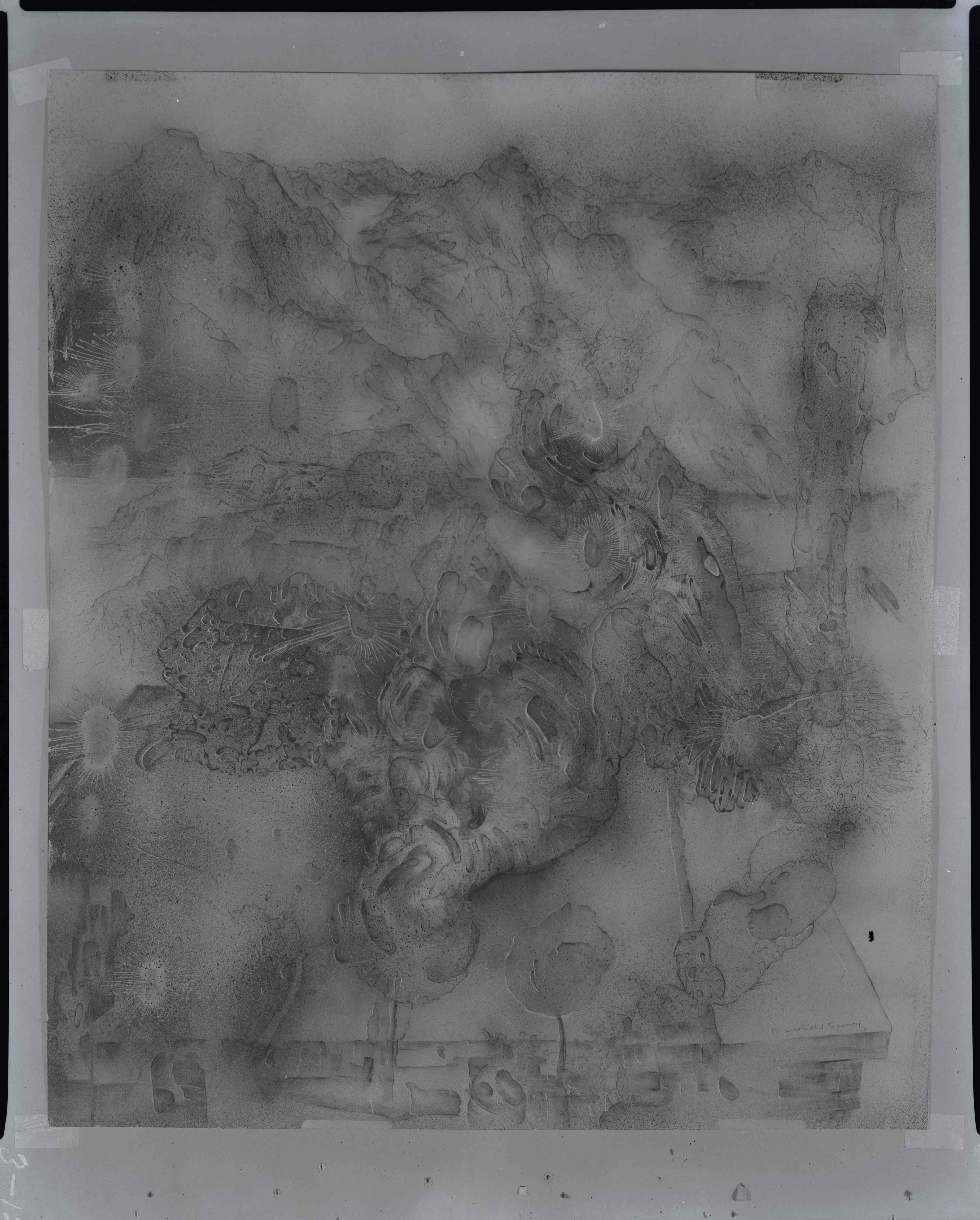
Dibujo sin título